# Mazgirt
Mazgirt (zazaisch Mazgerd, von armenisch Medzgerd – „große Festung“) ist eine Stadt und Hauptort des gleichnamigen Landkreises (İlçe) in der ostanatolischen Provinz Tunceli. Die Stadt liegt etwa 33 Straßenkilometer (Luftlinie: 12 km) südöstlich der Provinzhauptstadt Tunceli. Laut Stadtsiegel wurde Mazgirt 1945 zur Gemeinde erhoben.
Die Stadt wurde um die Festung Mazgirt, die wohl aus urartäischer Zeit stammt, gegründet. Gemäß dem Historiker Vartan war die Festung Medzgerd eine der im Jahre 837 vom byzantinischen Kaiser Theophilos bei seiner Schlacht um Mesopotamien zerstörten Burgen.

## Geografie
Der Landkreis liegt im Südosten der Provinz und grenzt an den zentralen Landkreis (Merkez) im Norden, den Kreis Nazımiye im Nordosten sowie den Kreis Kovancılar der Provinz Elazığ. Im Westen bildet ein Nebenarm des Kebanstausees eine natürliche Grenze zum Kreis Pertek. Der Munzur Çayı durchfließt den Kreis.

## Verwaltung
Der Kreis (bzw. Kaza als Vorläufer) bestand schon vor Gründung der Türkischen Republik (1923) im Sandschak (Osmanisches Reich) Dersim des (Vilâyet Mamuretül-Aziz). Die Volkszählung 1927 brachte 15.726 Einwohner, acht Jahre später waren es 23.999 Einwohner.
Ende 2020 besteht der Kreis Mazgirt neben der Kreisstadt (17,8 % der Kreisbevölkerung) mit Akpazar (2.013 Einw.) aus einer weiteren Belediye (Gemeinde). Den Kreis vervollständigen 68 Dörfer (Köy) mit durchschnittlich 62 Bewohnern. Darıkent mit 256 Einwohnern ist das größte Dorf, 22 der Dörfer haben mehr Einwohner als der Durchschnitt, 35 hingegen weniger als 50 Einwohner.
Mit 10,8 Einw. je km² ist die Bevölkerungsdichte leicht geringer als der Provinzdurchschnitt, der städtische Bevölkerungsanteil (also beide Belediye) beträgt 44,44 Prozent.
Bis zum Beginn des 20. Jahrhunderts lebten Armenier in Mazgirt.

## Persönlichkeiten
- Kemal Burkay (* 1937), kurdischer Politiker und Schriftsteller
- Hakkı Bulut (* 1945), Sänger und Schauspieler
- Hozan Diyar (* 1966), kurdischer Sänger
- Zeki Gökhan (* 1956), deutsch-türkischer Politiker (Die Linke)